# Vuapa florida
Vuapa florida là một loài thực vật có hoa trong họ Đậu. Loài này được (H. Karst.) Kuntze miêu tả khoa học đầu tiên năm 1891.